# 黃存義

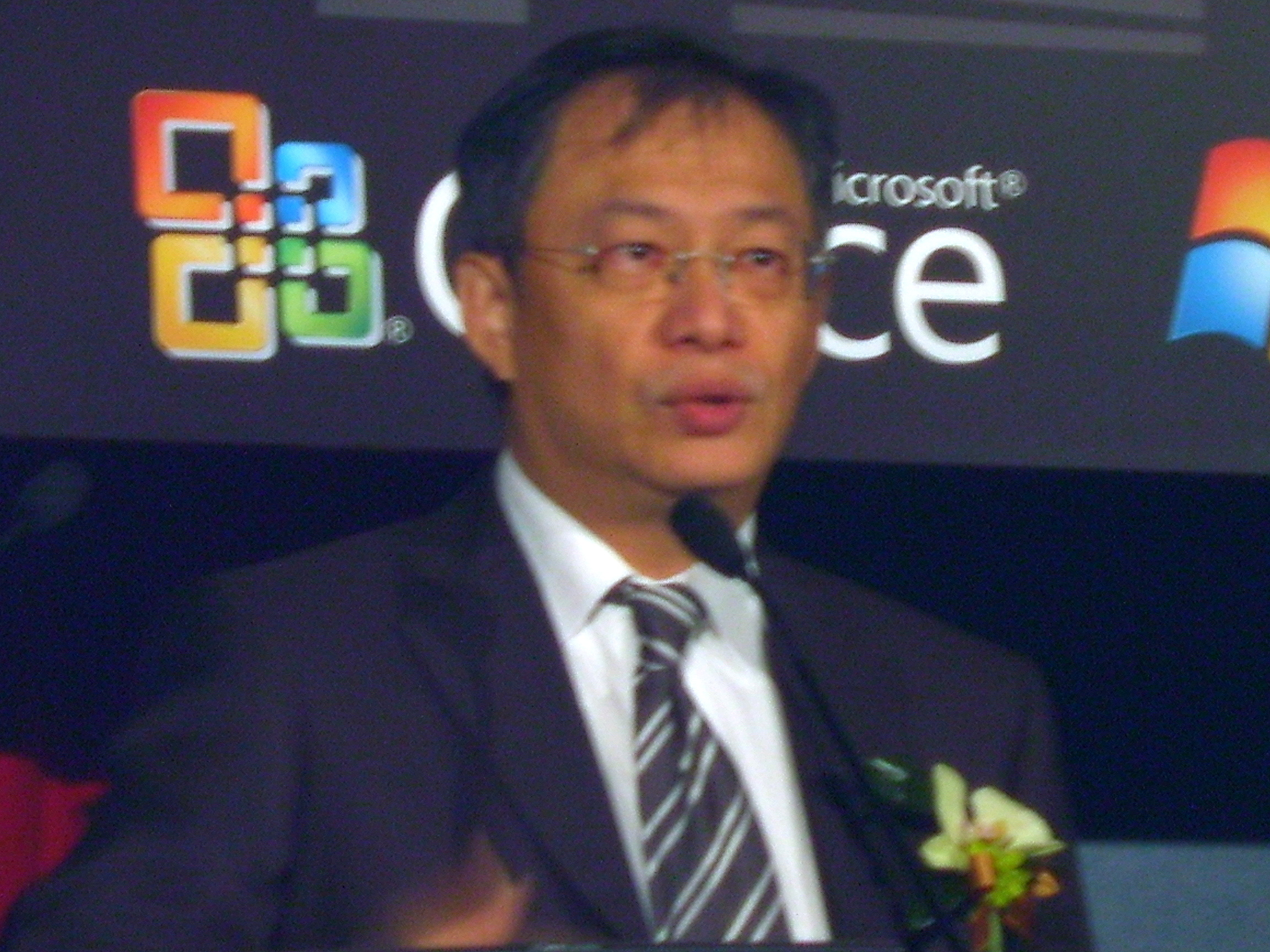
黃存義

黃存義（Alexander Huang），台灣資訊業專業經理人，1980年淡江大學電算系畢業。曾任惠普科技行銷專案經理、惠普科技業務經理、東元資訊德國分公司總經理、台灣微軟協理與副總經理，1999年4月28日升任台灣微軟總經理。2001年1月黃存義因突出之業績升任微軟大中華區總裁，2005年10月27日兼任台灣微軟總經理，負責督導台灣和香港市場的營運、以及跨兩岸三地業務的整合，並負責微軟大中華區企業解決方案產品。
2008年9月，黃存義從微軟大中華區消費數位生活及SOHO業務區域總裁職務榮退，結束長達16年的微軟生涯。